# Fan edit
 (novembre 2022).
Le fan edit (ou montage de fan) d’un film désigne en anglais une nouvelle version d’un film existant, proposée par un fan. Pour différentes raisons, certains fans considèrent qu'un film, qu’ils apprécient pourtant, pourrait être « amélioré ». Grâce à certains logiciels de montage vidéo aujourd'hui facilement accessibles, ils décident alors de remonter le film. Ce faisant, le fan peut ainsi supprimer, réorganiser (déplacer), ou ajouter certains éléments, afin de proposer sa propre interprétation de l’œuvre. Ces modifications peuvent aller de la suppression d’une scène ou d’un dialogue, au remplacement d’éléments sonores ou visuels, ou à l’ajout de scènes coupées (venant de bonus DVD ou autre) ou même parfois d’éléments provenant d’autres films. En plus du montage, certains fan edits s’attaquent également à d’autres types de corrections, en retouchant par exemple les couleurs ou le cadrage, avec toujours l’objectif de maintenir ou de restaurer la cohérence interne du film.

## Origines
On peut tracer l’origine de cette pratique au moins jusqu’à l’œuvre d’un certain « Phantom Editor » (qui se révéla plus tard être le monteur professionnel Mike J. Nichols). Ayant été choqué par certains éléments de Star Wars Episode I : La Menace Fantôme de George Lucas, qui lui semblaient ne pas correspondre à l’esprit du film, cet artiste décida de le remonter, en supprimant certains éléments et en apportant également certains changements mineurs – il avait notamment modifié le langage et les sous-titres de certains personnages, afin de leur donner un air plus menaçant. Le résultat, diffusé sous le nom The Phantom Edit, connut un grand succès aux États-Unis en étant, entre autres, distribué en VHS et en DVD. 
Les premiers « fan editors » sont donc d’abord des fans de Star Wars, et les premiers fan edits  concernent la « seconde trilogie » qui avait, lors de sa sortie, déçu beaucoup de fans. Par la suite, la pratique a gagné la trilogie originelle : la sortie en DVD des épisodes IV, V et VI a en effet fourni un matériel de meilleure qualité aux "fan editors", mais surtout, ceux-ci ont réagi aux changements que George Lucas avait apporté à ses films, lors de leurs re-sorties en 1997 et 2004. Beaucoup de ces nouveaux montages de fans visaient ainsi à la « préservation » (pour reprendre leurs termes) des films originaux, contre les nouvelles versions de Lucas. LucasFilm, la société de George Lucas, connaît l’existence de ces fan edits et s’est pour l’instant montrée plutôt tolérante, comme c’est d'ailleurs le cas pour les fanfictions qui entourent également Star Wars. 

## La pratique dufan editaujourd'hui
Plus récemment, certains fans ont commencé à éditer d’autres films que Star Wars en suivant le même procédé. C’est par exemple le cas de Matrix qui a connu plusieurs fan edits, ou encore de Pulp Fiction ou de Massacre à la Tronçonneuse. Ce procédé est aussi couramment pratiqué sur les feuilletons audiovisuels (série d'animation ou live), bien souvent dans l'objectif de réduire une série d'une dizaines d’épisodes en un film cohérent inférieur a deux heures.
Bien que la pratique du fan edits contrevienne aux règles du droit d’auteur, leurs créateurs ne se considèrent pas pour autant comme des pirates : ils insistent par exemple sur le fait que leurs montages sont réservés aux spectateurs qui possèdent les films originaux. De plus, dans leur grande majorité, les fan edits ne rapportent rien à leurs auteurs et sont distribués gratuitement (le plus souvent, via des réseaux P2P et des forums de discussion). 
Parmi les fan edits les plus diffusés :
- Star Trek: Kirkless Generations - il s’agit du film Star Trek : Generations, remonté de telle manière que le capitaine Kirk et l’équipage original de l’Enterprise n’apparaissent plus.
- Daredevil: The Spence Edit - le remontage consiste dans la suppression de la structure en flashbacks du film et de la voix-off, ainsi que de certains des dialogues.
- The Matrix: Dezionized - ce fan edit emblématique combine The Matrix Reloaded et The Matrix Revolutions en un seul film, en supprimant tout ce qui a trait à Zion[3].
- Superman Redeemed - un montage hybride de Superman III et Superman IV.
- Pearl Harbor - Strength and Honor Edit - le montage proposé repose sur la suppression de toute la partie romantique du film, afin de se concentrer sur l’attaque de Pearl Harbor et sur les pilotes.
- La Guerre des mondes - les scènes de suspense ont été supprimées, ce qui atténue l'effet survival pour se rapprocher davantage du titre, à l'origine volontairement trompeur.

Bien qu’on puisse trouver des fan edits de comédies ou de drames sentimentaux, on constate malgré tout une surreprésentation de fan edits « de genres » (horreur, science-fiction, action etc.). Les fan edits consistent souvent dans une radicalisation (rendre tel film gore encore plus gore, se concentrer uniquement sur l’action ou retirer l'humour «inutile»).[réf. nécessaire]
Il est à noter que l'un des exercices pratiques courant dans l'enseignement du montage consiste en la réduction d'un métrage tout en gardant la cohérence narrative. La pratique du fan edit constituerait donc un bon exercice pratique pour apprendre à monter.